# Intenzivna nega
 Intenzivna nega je skup medicinskih procedura ili treći, četvrti i peti stepen zdravstvene nege, koja se sprovodi nad bolesnikom posle završene reanimacije i ponovnog uspostavljanja cirkulacije nakon srčanog zastoja, teške traume, obimnijeg operativnog zahvata i besvesnog stanja bolesnika, na za to specijalno opremljenim odeljenjima - u okviru bolničkih odeljena i klinika za urgentnu medicinu. Cilj intenzivne nege je da se stalnom kontrolom, pažljivim monitoringom i daljim lečenjem, pre svega spreče oštećenja mozga i sekundarne ishemične lezije drugih organa, a zatim po stabilizovanju stanja, da se otkrije i eventualni, osnovni uzrok, koji je doveo do zastoja srca i drugih vitalnih funkcija.
Savremena intenzivna medicina bavi se lečenjem najtežih bolesnika ili „kritično obolelih“ kojima je život ugrožen i onim koji su trenutno stabilizovanih vitalnih funkcija ali u svakom trenutku mogu doći u stanje fatalnog pogoršanja. Ovako teški bolesnici zahtevaju kontinuirani nadzor, negu i lečenje. Intenzivna medicina svoje metode lečenja sprovodi u jedinicama intenzivne nege u kojima rade posebno obučeni stručnjaci, koje u toku svog rada koriste specijalizovanu opremu za trajni nadzor brojnih fizičkih faktora kao što su cirkulacija krvi, disanje funkcija bubrega itd, i sprovođenje brojnih hitnih terapijskih intervencija. Jedinice intenzivne njege organizovane su prema profilu bolesnika (grani medicine) koji se u noj leče (npr. neurološka, internistička, ali i specifična koronarna jedinica i dr.)
Lice koje najviše vremena provodi uz kritično obolelog su medicinske sestre-tehničari iz čega proizilazi stav da je uloga ovih medicinskih radnika od ogromne važnosti. Međutim, za rad u odeljenju intenzivne nege od medicinskih tehničara, ne zahteva se samo njegova neprekidna prisutnost uz bolesnika već i posedovanje određenih znanja i veštine, posebno iz oblasti monitoringa vitalnih funkcija, mehaničke ventilacije, intravenske terapije i slično.

## Istorijat
Nega bolesnih i nemoćnih ljudi sigurno počinje još na početku civilizacije. Međutim savremeniji način nege bolesnika počeo je tako što je Florens Najtingel, među prvima, počela da razvrstava bolesnike prema potrebi za negom, pa su tako najteži bolesnici imali krevete koji su najbliži sestrama, a lakši najdalje.
Za vreme Krimskog rata, sa 38 nudilja Florens je otišla na Krim, gde je organizovala bolnice i uvela značajne reforme u sanitetsku službu i negu ranjenika i bolesnika. Otvorila je prvu službu za medicinske sestre. Njene učenice su otvorile škole takvog tipa u mnogim zemljama sveta, pa i u Beogradu, kada je 1924. godine školovanje okončala prva generacija medicinskih sestara.
Pojam progresivna zdravstvena njega, prvi put je počeo primjenjivati 1956. godine u Sjedinjenim Američkim Državama. Ovaj novouvedeni sistem prilagođavanja zdravstvene njege, trebalo je da označi novi pristup nezi bolesnika, koja je prije svega trebala biti na najvišem nivou nege bolesnika-korisnika zdravstvenih usluga, koji se u datom trenutku razvoja medicine može postići savremenim metodama u zdravstvenoj njezi. Ovaj sistem je trebalo pre svega da se zasniva na pravilima da se;
- Bolesnici razvrstavaju u grupe prema nivou potrebne zdravstvene nege,
- Primeni odgovarajuće medicinske procedure i opreme
- Primeni rada stručnog osoblja prema školskoj spremi i radnom iskustvu.

Na pojavu i razvoj progresivne zdravstvene njege kroz višedecenijski razvoj medicinske struke, uticao je pre svega, razvoj biomedicine kao nauke i sve veće sticanje novih saznanja u svim područjima nauke, pojava tehnoloških inovacija, prihvatanje stava o interdisciplinarnom načinu lečenja i multiprofesionalnom timskom pristupu nezi bolesnika, i na kraju, ne tako manje važnom činiocu, racionalnoj uporabi zdravstvenih i socijalnih novčanih davanja društva i pojedinaca iz svih izvora.
Na prostorima Srbije prvi pisani dokumenti o bolnicama, lečenju, bolesnicima, nezi i negovateljima je Hilandarski tipik Svetog Save. Prvu bolnicu u Srbiji, pri manastiru Studenica kod Raške, osnovao je Sava Nemanjić po ugledu na Hilandarsku, a Dečansku kao bolnicu pri manastiru Pantokrator u Carigradu koja je bila rasadnik medicinskih znanja i veština onog vremena na Balkanu. U srednjovekovnoj Srbiji osnovano je desetak bolnica pri manastirima u kojima su se negom bavili obučeni i priučeni monasi. 
Osnivanjem građanskih bolnica u Srbiji skraja 19. veka poslove negovanja preuzele su žene koje su delovale i u porodicama. Primer humanosti, plemenitosti i požrtvovanja takvih lica bila je slikarka Nadežda Petrović koja je, negujući ranjene i bolesne, umrla od pegavog tifusa. 
Rani razvoj sestrinstva u Srbiji započeo je 1921.godine kada je osnovana Škola za nudilje u Beogradu, koja je i označila početak profesionalnog sestrinstva. Prvi direktor škole bila je Mis Njutn, učenica Florens Najtingel. Školovanje, internatskog tipa, trajalo je četiri godine, a upisivali su je učenice sa l8 godina starosti i završenih osam razreda gimnazije. Učenice su nosile propisanu uniformu kao obeležje profesije, a svršenim učenicama je, uz diplomu, pripadao i broš izuzetne izrade sa likom Kosovke devojke kao znak pripadnosti profesiji.
Posle Drugog svetskog rata, u u većim gradovima SFR Jugoslaviji otvoren je veći broj medicinskih škola, pre svega kao potreba za podizanja nivoa obrazovanja medicinskih sestara. Godine 1952. godine otvorena je Viša škola za medicinske sestre Crvenog krsta Jugoslavije, a l958.godine Viša medicinska škola u Beogradu kao samostalna institucija kojoj je, l973. godine, pripojena Viša škola za medicinske sestre Crvenog krsta Jugoslavije. Potom je sledilo otvaranje novih škola, a u 21. veku i strukovnih fakulteta.

## Načela intenzivne zdravstvene nege
Intenzivna zdravstvena nega je važna oblast medicine jer u sebi objedinjuje brojne sadržaje nege sa svim drugim medicinskim oblastima. Deliti intenzivnu zdravstvenu negu bolesnika na opštu i specijalnu danas je praktično nemoguće, jer savremene metode dijagnostike i lečenja čine nerazdvojnu celinu u jedinstvenom procesu nege i lečenja.
| „ | „Jedinstvena funkcija intenzivne nege je da pomaže osobama, bolesnim u obavljanju onih aktivnosti koje doprinose zdravlju ili ozdravljenju ili olakšanju smrtnog ishoda. Ta pomoć se ukazuje bespomoćnim osobama koje nemaju snagu, želju ili znanje koje medicinski radnik ima. Cilj ove pomoći je da ove osobe, što je moguće pre, izađu iz kritičnog stanja i dođu u stanje da ne zavise od tuđe pomoći.(Virdžinija Henderson) | ” |

U kliničko-bolničkim uslovima intenzivna nega se najčešće izvodi po sistemu progresivne nege.

## Progresivna zdravstvena nega
Progresivna zdravstvena nega je sistem organizacije bolnica u kojem se struktura bolesničkih jedinica bazira na stepenu težine stanja i rizika po život bolesnika i na intenzitetu njegovih potreba za lečenjem i negom.
Progresivna zdravstvena nega predstavlja fleksibilni organizacioni sistem medicinskog zbrinjavanja i nege bolesnika, u kojem se arhitektonskim i tehnološkim rešenjima stvaraju mogućnosti za obezbeđenje osnovnih nivoa nege. 

### Trijaža bolesnika za intenzivnu negu
Polazna osnova za trijažu bolesnika za intenzivnu negu nije njegova dijagnoza bolesti, već,
- Stepen ugroženosti bolesnika i težina njegovog zdravstvenog stanja
- Broj i složenost intervencija i vreme potrebno za njihovu uspešnu primenu, u cilju ostvarenja vrhunskih rezultata u lečenju i nezi.

### Nivoi intenzivne nege u okviru progresivne zdravstvene nege
U svakodnevnoj kliničkoj praksi najčešće se koriste sledeća tri nivoa (II, III i IV stepen) zdravstvene nege:
Poluintenzivna nega (drugi stepen progresivne nege)
Poluintenzivna nega kao sastavni deo savremenog lečenja i kontinuiranog zbrinjavanja bolesnika obuhvata lica:
- Koja nemaju jasno očuvanu svest, koji ispoljavaju dezorijentisanost, agresivno ponašanje i halucinacije,
- Kod kojih se kontrolišu vitalni znaci na 3-6 časova,
- Kod kohjih je krvarenje pod kontrolom, ali je neophodan povećan nadzor,
- Koji je ograničeno pokretan, zahteva pomoć pri hranjenju,
- Kod kojeg postoji poremećaj funkcije disanja,
- Kome je potrebna pomoć drugih lica, tj zavisi od tuđe pomoći
- Kojem je određen odgovarajući medicinski tretman.

Intenzivna nega (treći stepen progresivne nege)
Intenzivna nega sastavni je deo savremenog lečenja i kontinuiranog zbrinjavanja bolesnika:
- Sa kvantitativnim/kvalitativnim poremećajima svesti,
- Bez svesti (komatozna stanja),
- Kojima se kontrolišu vitalni znaci svaka dva časa,
- Kod kojih postoji akutno krvarenje ili znaci pretećeg krvarenja,
- Koji je nepokretan, i zahtevaju pomoć drugih lica, hranjenje prirodnim ili veštačkim putem (tj kod kojeg je uključena parenteralna
- Koji zahteva intenzivni medicinski tretman u bolesničkim jedinicama ili kome je određen odgovarajući medicinski tretman.

Specijalna intenzivna nega (četvrti stepen progresivne nege)
Specijalna intenzivna nega je deo savremenog lečenja i kontinuiranog zbrinjavanja bolesnika:
- Koji je duže od 48 časova bez svesti,
- Kod kojeg postoji akutno krvarenje,
- Kod kojeg se kontrolišu vitalni znaci svakih sat vremena,
- Kod kojeg se kontinuirano daju: kiseonik, transfuzije krvi, infuzije kristaloida ili medikamentozna terapija,
- Kod kojeg je neophodan specijalni medicinski tretman u prostorijama sa posebnom namenom.

## Osnovna načela intenzivne nege
Ako se i pored svih preduzetih mera lečenja na odeljenjima bolnica rizik od smrti kod određenih bolesnika neprestano povećava, to je primarni razlog da se oni prime u OIN kako bi se takvo stanje bolesnika možda svladalo. U tu grupu bolesnika spadaju oni koji zahtevaju intenzivnu negu zbog:
- Hemodinamske nestabilnosti  hipertenzija ili hipotenzija)
- Nesposobnosti održavanja funkcije disajnih puteva
- Insuficijentnog disanja (potreba za veštačkom ventilacijom)
- Akutnog bubrežnog zastoja
- Potencijalno ugrožavajućih aritmija srca
- Sveukupnog uticaja poremećaja funkcije više organa.
- Kod postoperativnih bolesnika zbog gore navedene podrške najčešće prvih sati nakon velikih operacija kada su bolesnici nestabilni za prijem u jedinice poluintenzivne njege.

Jedinica intenzivne nege bi u idealnim uslovima trebale biti mesto lečenja onih bolesnika čije je stanje potencijalno reverzibilno, koji imaju dobru šansu preživljavanja uz intenzivno lečenje. Naravno kritično oboljeli pacijenti su često na granici smrti, pa je ponekad vrlo teško predvidjeti uspeh lečenja. 
Jedinica intenzivne nege su u načelu najskuplja i tehnološki je izuzetno razvijena odeljenja, pa spadaju u najskuplju granu medicine. Samo u SAD-u godišnje se potroši 0,5% bruto domaćeg proizvoda na intenzivno liječenje, a 13% sveukupnih troškova u zdravstvu odlazi na intenzivno liječenje.

## Jedinica (odeljenja) za intenzivnu negu
Intenzivno lečenje koje treba da se sprovodi, prema spomenutim načelima u jedinicama intenzivne nege, zahteva i određenu organizaciju rada i opremljenost pojedinih organizacionih celina za intenzivnu negu. Zato svuda u svetu postoje specijalizovane ili uže specijalizovane jedinice intenzivne nege u pojedinim klinikama ili na nivou bolnica, kao što su:
- koronarna intenzivna nega za kardiovaskularne bolesti,
- internističke jedinice intenzivne nege,
- hirurške jedinice intenzivne nege,
- kardiohirurška jedinice intenzivne nege,
- neurohirurške jedinice intenzivne nege,
- pedijatrijske i neonatološka jedinice intenzivne nege
- neurološka jedinice intenzivne nege
- jedinice intenzivne nege za opekotine,
- traumatološka jedinice intenzivne nege
- druge jedinice intenzivne nege prema potrebama i mogućnostima pojedinih bolnica.

## Planiranje zdravstvene nege
Planiranje zdravstvene nege obuhvata utvrđivanje prioriteta i realizaciju postavljenih ciljeva:
- Utvrđivanje prioriteta – na utvrđivanje prioriteta najčešće utiču mišljenje i opšte stanje bolesnika, ali i: kadrovski, vremenski, materijalni i drugi uslovi u kojima se sprovodi zdravstvena nega. Davanje prioriteta jednom problemu ne znači da on mora da bude potpuno rešen pre nego se drugi problemi uzmu u postupak.
- Postavljanje ciljeva – jedan je od najvažnijih zadataka u planiranju zdravstvene nege. To su kratki i sažeti iskazi, koji definišu očekivane promene u reagovanjima korisnika na zdravstveni problem, ili drugu životnu situaciju. Oni predstavljaju željeni i/ili mogući kraj (ishod) zasnovan na odabranoj strategiji i planu nege.

Realizacija plana zdravstvene nege
Najdinamičnija i najznačajnija etapa u procesu zdravstvene nege je realizacija plana zdravstvene nege. Ona podrazumeva;
- neposredno izvođenje svih planiranih intervencija i drugih aktivnosti zdravstvene nege, usmerenih ka postizanju određenih specifičnih ciljeva kod bolesnika.
- „stavljanje plana nege u akciju“.

Realizacija plana zdravstvene nege može se sprovodi u svim oblicima organizacionim oblicima službi – urgentne medicine i anestezije.

## Bolničke infekcije u odeljenjima intenzivne nege
Još osamdesetih godina 20. veka uočena je veća učestalost bolničkih infekcija (BI) kod bolesnika lečenih u odeljenjima intenzivne nege (OIN), nego kod bolesnika ostalih odeljenja. U odeljenjima intenzivne nege (OIN) rizik od pojave bolničkih infekcija (BI), prema brojnim istraživanjima je 5−10 puta je veći kod bolesnika na OIN u odnosu na bolesnike ostalih odeljenja.
Epidemiologija
Istraživanje obavljeno u više od hiljadu bolnica širom sveta pokazuje da se kod gotovo polovine pacijenata koji su boravili u odeljenju intenzivne nege razvija infekcija koja povećava opasnost od smrti.
Studije koje su se bavile istraživanjima u samo jednom danu u više od 1.200 odeljenja intenzivne nege u 75 zemalja, ustanovile su da je u oko 10-15% rizika od smrti povezanih sa pojavom infekcije tokom lečenja na OIN.
Evropska studija prevalencije bolničkih infekcija u OIN u kojoj su obrađeni podaci 4.500 bolesnika pokazala je da je prevalencija bolničkih infekcija u OIN 20,6%.
U prvoj Nacionalnoj studiji prevalencije bolničkih infekcija sprovedenoj u 27 bolnica u Srbiji, u periodu od 4. oktobra do 30. decembra 1999.godine, takođe je zabeležena značajno veća prevalencija bolničkih infekcija kod bolesnika OIN (14,5%) u poređenju sa bolesnicima ostalih odeljenja (4,1%).
U periodu januar−jun 2005. u studiji BI u KC Srbije, incidencije u OIN varirala je u rasponu od 1,5 do 65,6%. Velika razlika u dobijenim rezultatima u pojedinim institutima može se objasniti različitom dužinom hospitalizacije i intenzitetom uzimanja
uzoraka biološkog materijala.
| Одељење                   | 2005        | 2006       | 2007       | 2008       | 2009       |
| ------------------------- | ----------- | ---------- | ---------- | ---------- | ---------- |
| Хирургија                 | 0,1 - 3,3   | 0,3 - 9,4  | 0,1 - 4,0  | 0,2 - 3,3  | 0,1 - 2,3  |
| Ортопедија/Трауматологија | 1,4 - 13,0  | 0,2 - 9,1  | 0,5 - 9,0  | 0,2 - 9,0  | 0,2 - 13,0 |
| Интензивна нега           | 21,7 - 56,9 | 3,1 - 27,7 | 0,5 - 40,6 | 0,3 - 18,0 | 0,0 - 33,0 |
| Урологија                 | 1,1 - 10,1  | 0,4 - 4,5  | 0,3 - 9,9  | 0,1 - 6,1  | 0,2 - 9,0  |
| Гинекологија/акушерство   | 0,3 - 9,9   | 0,1 - 10,5 | 0,1 - 5,7  | 0,1 - 3,1  | 0,3 - 8,0  |

Etiologija
Veće vrednosti incidencije bolničkih infekcija u OIN može se objasniti:
- Težinom osnovnog oboljenja bolesnika
Naime samo oni koji imaju ozbiljna oboljenja borave na odeljenjima intenzivne nege. To su bolesnici čiji je imunološki sistem veoma osetljiv, i koji su u teškom opštem stanju jer se bore za život.
- Učestalom invazivnom dijagnostikom i terapijskim procedurama.
Ove procedure u sebi nose povećan rizik od infekcije.
- Znatno neracionalnom upotrebom antibiotika.
Ova neracionalnost dovodi do selekcije multirezistentnih uzročnika, koji se sve češće registruju kao izvor bolničkih infekcija.[8]
- Greške u primeni intravaskularne opreme
Kao jedan od glavnih rizika za nastanak BI kod bolesnika u OIN smatra se primena i održavanje intravaskularne opreme.

Vrsta infekcije
Prema istraživanju sprovedenom u SAD 2009. godine više od 60% infekcija u odeljenjima intenzivne nege bile su upale pluća, oko 20% odnosilo se na infekcija u predelu trupa, dok su 15% bile infekcije urogenitalnog trakta.
Prema rezultatima iz Srbije, od ukupnog broja BI registrovanih u OIN na institutima KC Srbije u periodu januar−jun 2005. godine, infekcije urinarnog sistema činile su 44,6% infekcija i bile su najzastupljenije BI. Najčešći uzročnici bili su Klebsiella spp. (33%) Enterococcus spp. (30,9%) i Pseudomonas spp. (10,3%).
Prevencija
Poštovanjem specifičnih mera prevencije, boljom organizacijom i rukovođenjem svakim delom bolnice i striktnim postupanjem u skladu sa vodičem o upotrebi intravaskularne i druge medicinske opreme, mogu se značajno smanjiti stope incidencije infekcija u OIN.

## Literatura
- Jovanović Privrodski J. ured. Pedijatrija za studente medicine. Univerzitet u Novom Sadu,Medicinski fakultet, Novi Sad, 2012.
- Bogdanović R, Radlović N. ured. Pedijatrija. Univerzitet u Beogradu, Medicinski fakultet, Beograd, (u štampi) – Urednik poglavlja Doronjski A, Urgentna stanja I, intenzivna terapija i nega
- Pittet, D.; Tarara, D.; Wenzel RP. (1994). „Nosocomial Bloodstream Infection in Critically III Patients”. JAMA. 271 (20): 1598—601. PMID 8182812. doi:10.1001/jama.1994.03510440058033.
- Jensen, A. G. (2002). „Importance of focus identification in the treatmentof Staphylococcus aureus bacteraemia”. Journal of Hospital Infection. 52 (1): 29—36. PMID 12372323. doi:10.1053/jhin.2002.1270.
- Seneff M. Central venous catheters. In: Rippe JM, Irwin RS, Fink MP, Cerra FB, editors. Medicine. 3rd ed. Boston: Litlle Brown Co; 1996. 15−36.

|  | Molimo Vas, obratite pažnju na važno upozorenje u vezi sa temama iz oblasti medicine (zdravlja). |